# Mühlethal
Mühlethal (toponimo tedesco) è una frazione di 800 abitanti del comune svizzero di Zofingen, nel Canton Argovia (distretto di Zofingen).

## Storia

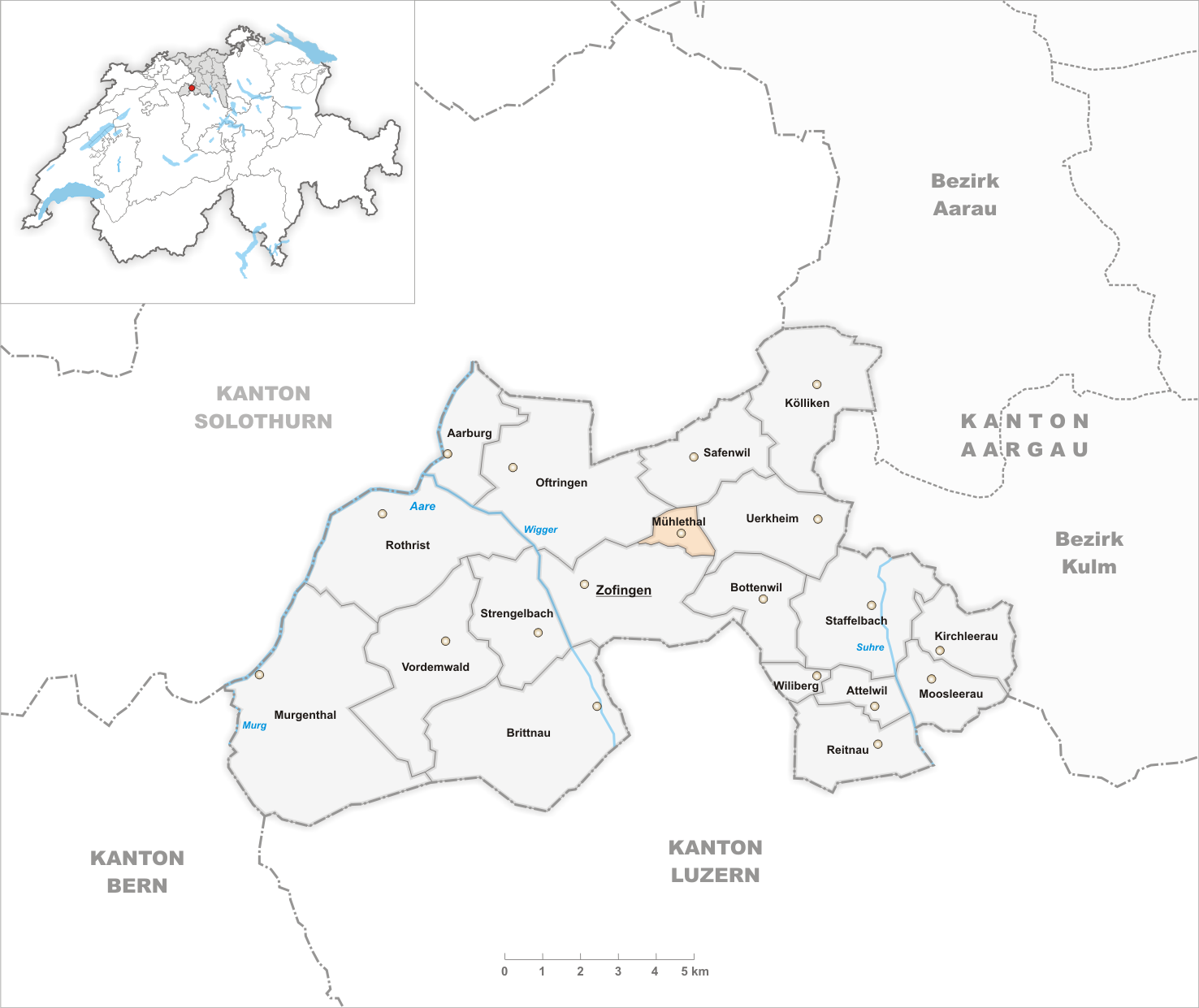
Il territorio del comune di Mühlethal prima degli accorpamenti comunali del 2002

Già comune autonomo, nel 2002 è stato accorpato al comune di Zofingen.

## Società

### Evoluzione demografica
L'evoluzione demografica è riportata nella seguente tabella:
Abitanti censiti

## Amministrazione
Ogni famiglia originaria del luogo fa parte del cosiddetto comune patriziale e ha la responsabilità della manutenzione di ogni bene ricadente all'interno dei confini del comune.